# По течению (Остаться в живых)
«По течению» (англ. Adrift) — второй эпизод второго сезона телесериала «Остаться в живых» и 27-й в общем счёте. Сценарий написали Стивен Маэда и Леонард Дик, режиссёром выступил Стивен Уильямс. Премьерный показ состоялся в США 28 сентября 2005 года на канале ABC. Центральный персонаж этой серии — Майкл. В воспоминаниях он борется за опеку над своим сыном Уолтом.
Сюжетная линия сосредоточена на истории с плотом, которая началась в финале первого сезона, «Исход», а также повторяет события, показанные в предыдущем эпизоде, «Человек науки, человек веры». Изначально задуманный как эпизод для Сойера, позже сценарий был переписан, сделав центральным персонажем Майкла. Морские сцены были сняты на гавайском побережье. «По течению» посмотрели 23,17 миллионов американцев, что сделало его вторым самым просматриваемым эпизодом сериала. Однако серия получила отрицательные отзывы. Критики остались недовольны сценами воспоминаний и на плоту, а также указали на недостаточное развитие сюжета.

## Сюжет
В воспоминаниях, Майкл Доусон борется за сына со своей бывшей девушкой Сьюзан Ллойд, которая попросила Майкла отписать отказ от родительских прав на своего сына, Уолта. Хотя Майкл изначально сопротивляется, подав в суд, чтобы сохранить свою опеку над ним, он в конечном счёте смягчается, когда Сьюзан убеждает его задуматься, преследует ли он свои собственные интересы, или интересы Уолта.
После того, как Другие напали и уничтожили плот, Сойер всплывает на поверхность океана. Слышны крики Майкла, который неоднократно зовёт Уолта, а Сойер зовёт Джина. Сойер сначала решает спасти Майкла. Он подплывает к нему, затаскивает его на кусок плота и делает искусственное дыхание. Майкл приходит в сознание и винит Сойера за то, что тот выстрелил ракетницей и именно это привлекло внимание нападавших. Вскоре после этого они замечают, как около их плота кругами плавает акула; Майкл считает, что акулу привлекла кровь из раны Сойера, ссора их продолжается.
В лагере, после того, как Кейт исчезла в бункере, Джон Локк также спустился туда и находит Кейт без сознания в компьютерной комнате. Вооружённый Десмонд подходит к ним сзади и спрашивает Локка, «он» ли это. Локк сначала утверждает, что он тот самый человек, которого ищет Десмонд, но ему не удаётся отгадать загадку Десмонда. Тогда Десмонд приказывает Кейт связать Локка. Однако Локк убеждает Десмонда в том, что вместо него надо связать Кейт. Десмонд соглашается и Локк тайком передаёт ей нож, прежде чем запереть её в тёмной комнате. Кейт освобождается и обнаруживает, что она находится в большой кладовой, заполненной продуктами питания. Всё находится в коробках со странной маркировкой. Затем Кейт забирается в вентиляционную шахту.
Сюжет разворачивается в той точке, в которой закончился предыдущий эпизод. Начинает звучать сигнал клаксона. Десмонд ведёт Локка под дулом пистолета к компьютерному терминалу и заставляет его ввести «числа», которые сбрасывают 108-минутный таймер. Вскоре после этого, Десмонд обнаруживает Джека и, направив его в компьютерный зал, заставляет Локка приветствовать Джека, как показано в предыдущем эпизоде.
На плоту Майкл и Сойер видят один из понтонов плота и они решают плыть на нём. Сойер подплывает к понтону, дав Майклу пистолет на случай, если появится акула. Когда она появляется, Майкл стреляет несколько раз, видимо ранив её. Майкл затем забирается к Сойеру на понтон, а когда наступает утро, он плачет, понимая, что он не должен был брать Уолта с собой на плот, и винит себя за то, что его сына похитили. В этот момент Сойер замечает, что они оказались недалеко от острова. Когда они подплывают к берегу, они видят, как к ним бежит Джин со связанными руками за спиной, выкрикивая слово «Другие». Вскоре появляются те, которые держали его в плену.

## Производство

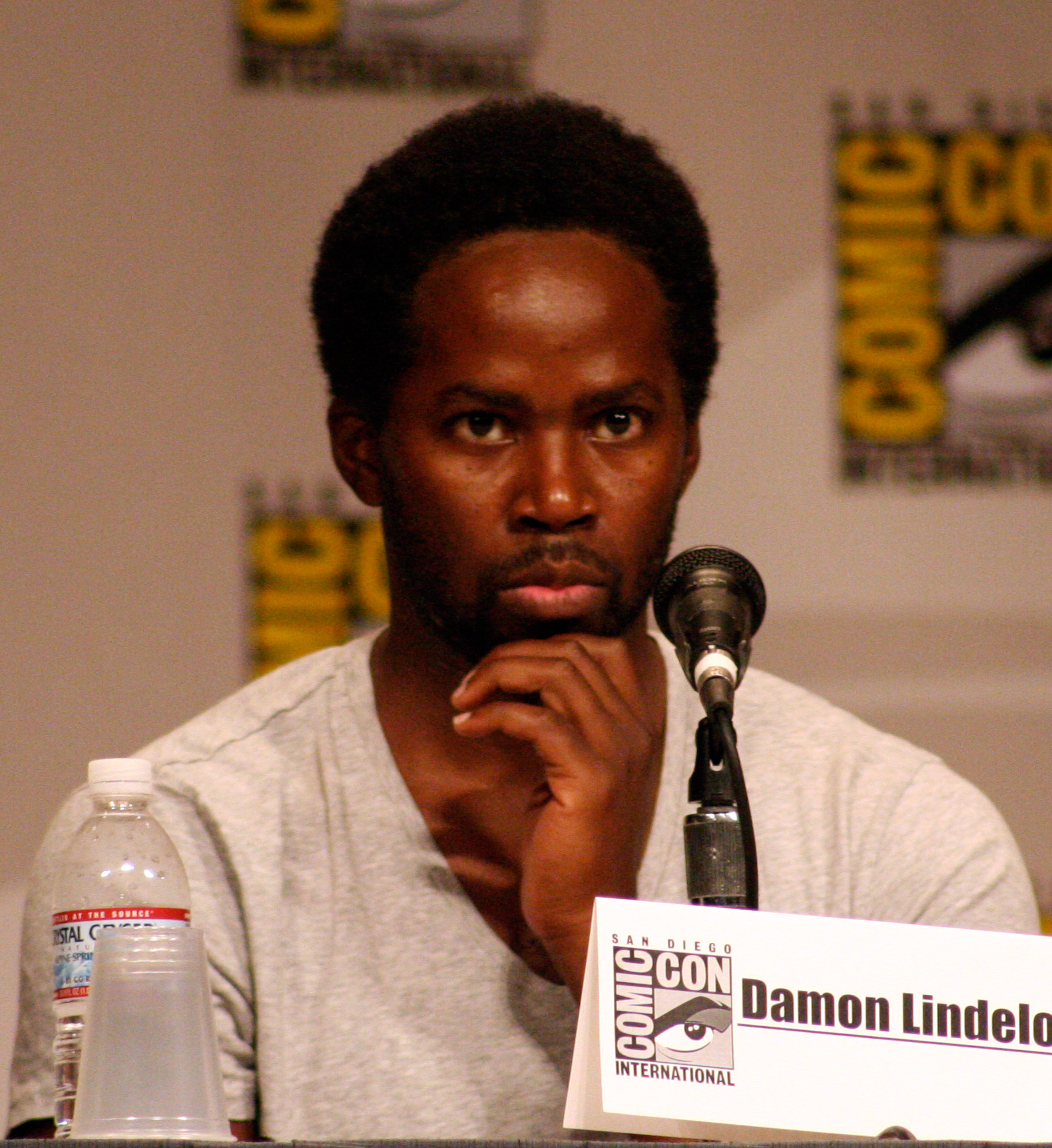
Гарольд Перрино брал уроки плавания между первым и вторым сезонами, чтобы подготовиться к этому эпизоду.

Финальный эпизод первого сезона заканчивается двумя клиффхэнгерами: открытием бункера и нападением «Других» на плот Майкла. Когда началось производство второго сезона, сценаристы решили, что премьера сезона, «Человек науки, человек веры», будет сосредоточена на бункере, оставив историю с плотом для второго эпизода. Чтобы не раздувать первый эпизод, некоторые из сюжетных линий с бункером, такие как вторжение Локка, были оставлены для эпизода «По течению». Эпизод должен был изначально быть сосредоточен на Сойере, а в качестве приглашённой звезды была быть Джолин Блэлок, но был переписан «в пресловутую последнюю минуту» и заменён на эпизод для Майкла.
Режиссёр Стивен Уильямс назвал съёмки в море вызовом, поскольку волны заставляли камеры, освещение и декорации, на которых стояли актёры, «синхронно передвигать друг друга». Однако Уильямс считал, что сцены стали более реалистичными. Потребовалось три ночи, чтобы завершить водные сцены, а Гарольд Перрино занимался плаванием для подготовки к съёмкам. Когда Сойер готовится подплыть к другой платформе, мимо него проплывает акула, и в кадре под водой можно мельком увидеть символику DHARMA Initiative рядом с её спинным плавником. Это была шутка или «пасхалка», которая оказалась более заметной, чем предполагалось. В то время пока была построена механическая акула, которой должны управлять три кукловода, кадр, в котором на Майкла нападает акула, был снят с использованием акульего плавника, который держала съёмочная команда.

## Оценка критики

### Рейтинги
«По течению» посмотрели 23,17 миллиона американских зрителя, что делает его вторым самым просматриваемым эпизодом в истории шоу, став позади за премьерой сезона.

### Отзывы
Этот эпизод получил в основном отрицательные отзывы. Мак Слокум, обозреватель сайта Filmfodder.com заметил, что «не всё здесь было интересно». Джефф Дженсен из Entertainment Weekly назвала флешбэки «самыми жалкими и неуклюже встроенными из тех, что нам довелось увидеть», потому как он не узнал из них ничего нового, ему также не понравились события с Майклом на Острове, отметив, что «актёры и режиссёры не были до конца уверены, что им делать с этими сценами». Дженсен однако похвалил сцены с бункером, посчитав, что выступление Терри О’Куинна и его взаимодействие с Генри Йеном Кьюсиком «спасали первый средненький эпизод сезона». Крис Каработт из IGN дал эпизоду 8,2 баллов из 10, похвалив выступление Перрино и флэшбек, но позже веб-сайт поставил «По течению» на 80-е место из 115 эпизодов «Остаться в живых», пошутив, что акула должна была съесть Майкла и «спасти от постоянных „Уоооооолт!“ и „Они забрали его. Прямо из моих рук.“» Подобный список от «Los Angeles Times» поставил эпизод на четвёртое место в списке худших эпизодов, охарактеризовав его как «скучный». «New York Magazine» поместил «По течению» в список «Двадцати самых бессмысленных эпизодов „Остаться в живых“», сказав, что эпизод был бы лучше, если бы Сойер и Майкл добрались до берега быстрее.